# Жабран, Яхья
Яхья Жабран (араб. يحيى جبران‎; род. 18 июня 1991, Бени-Меллаль) — марокканский футболист, полузащитник клуба «Видад» (Касабланка).
Выступал, в частности, за клубы «Раджа Бени Меллал» и «Хассани», а также национальную сборную Марокко.
Трёхкратный чемпион Марокко. Победитель Лиги чемпионов КАФ. Лучший игрок чемпионата Марокко сезона 2021/22 годов.

## Клубная карьера
Во взрослом футболе дебютировал в 2013 году выступлениями за клуб «Раджа Бени Меллал», в котором провёл два сезона.
В течение 2015—2016 годов защищал цвета клуба «Мулудия Уджда».
Своей игрой привлёк внимание представителей тренерского штаба клуба «Хассани», к составу которого присоединился в 2016 году. Отыграл за клуб из Агадира следующие два сезона своей игровой карьеры. Большинство времени, проведённого в составе, был основным игроком команды.
В течение 2018—2019 годов защищал цвета клуба «Аль-Фуджайра» из ОАЭ.
К составу клуба «Видад» (Касабланка) присоединился в 2019 году. По состоянию на 10 ноября 2022 года отыграл за клуб из Касабланки около 100 матчей в национальном чемпионате, является капитаном команды.

## Выступления за сборную
В 2012 году был включён в мини-футбольную сборную Марокко для участия в чемпионате мира в Таиланде. Принял участие во всех трёх матчах сборной на турнире, отличился одним забитым мячом в ворота сборной Панамы, который для марокканцев стал первым на мировых первенствах по мини-футболу.
В 2018 году дебютировал в официальных матчах в составе национальной сборной Марокко. В составе национальной сборной принимал участие в чемпионатах африканских наций 2018 и 2020 годов, на обоих турнирах марокканцы были чемпионами.
В составе сборной был участником чемпионата мира 2022 года в Катаре.

## Титулы и достижения

### Командные
- Чемпион Марокко (3):

«Видад»: 2018/19, 2020/21, 2021/22
- Победитель Лиги чемпионов КАФ (1):

«Видад»: 2021/22
- Победитель Чемпионата африканских наций (2): 2018, 2020

### Награды
- Офицер Ордена Трона (2022)[13]